# فویگت ۴۳۷۸
سیارک ۴۳۷۸ (به انگلیسی: 4378 Voigt، نامگذاری:1988JF) چهار هزار و سیصد و هفتاد و هشتمین سیارک کشف شده‌است که در ۱۴ مه ۱۹۸۸ کشف شد.
قدر مطلق سیارک برابر ۱۱٫۷۰ است.